# Бундель, Юрий Глебович
Юрий Глебович Бундель (9 ноября 1929, Москва — 13 октября 2000, Москва) — советский и российский химик-органик. Специалист в области синтеза металлорганических и гетероциклических соединений. Внес значительный вклад в изучение механизмов электрофильного и нуклеофильного замещения у насыщенного атома углерода и синтеза азотистых гетероциклов.

## Биография
Юрий Глебович родился 9 ноября 1929 года в г. Москве, в доме на Шелапутинском переулке в семье биохимиков. Родители Юрия Глебовича, а также его дядя, закончили МГУ. Его отец, Глеб Сергеевич Грузинов, в 1941 году пошел на фронт добровольцем и погиб в 1943 году в Карпатах. Отца Бунделю заменил дядя, Андрей Андреевич Бундель, доктор химических наук, профессор МХТИ (ныне — РХТУ) им. Д. И. Менделеева, член Русского географического общества: он много занимался с мальчиком, увлекал его, брал в походы, и именно он привил Юрию Глебовичу любовь к путешествиям. Мать Юрия Глебовича, Анастасия Андреевна Бундель, работала в Институте биохимической физики у А. И. Опарина.
Учился Юрий Глебович в мужской школе рядом с домом, на Таганке, и в 1947 году поступил на химический факультет МГУ. В 1952 году окончил химический факультет МГУ. В 1955 году защитил кандидатскую диссертацию на тему «Синтез ароматических мышьякорганических соединений органического ряда диазометодом Несмеянова». В 1974 году защитил докторскую диссертацию на тему «Исследование перегруппировок при некоторых реакциях нуклеофильного или электрофильного замещения у насыщенного атома углерода». В этом же году стал членом специализированного совета при МГУ, с 1972 по 1990 года входил в состав специализированного совета при ИНЭОС РАН. С 1975 года — ведущий научный сотрудник кафедры органической химии химического факультета. С 1974 по 1995 года являлся профессором кафедры органической химии химического факультета МГУ. С 1980 по 1995 года возглавлял лабораторию Биологически Активных Органических Соединений химического факультета МГУ. С 1980 по 1990 года являлся главой секции органической химии Научно-технического Совета МВО СССР. Член редакционно-издательских советов издательств «Мир» (1962—1986), «Высшая школа» (1980—1990).
За свою жизнь подготовил 42 кандидата и 3 докторов наук, опубликовал более 300 научных работ, в том числе 6 методических пособий. Имеет 20 авторских свидетельств, более 10 патентов. Юрий Глебович умер 13 октября 2000 года.

## Научные исследования
Бундель занимался разработкой новых методов синтеза металлорганических соединений. Открыл явление переноса реакционного центра при действии различных электрофилов на бензильные производные металлов, новый метод синтеза бензильных производных олова, золота и ртути, обнаружил и исследовал явление образования донорно-акцепторных комплексов при взаимодействии галогенов со связью металл-углерод.
Также Юрий Глебович активно изучал механизмы электрофильного и нуклеофильного замещения у насыщенного атома углерода, в том числе процессы переноса реакционного центра в системах бензильного типа при действии электрофилов, изомеризации при карбокатионных процессах в алициклах. Открыл перегруппировки свободного пропильного радикала и пропил-катиона в растворе за счет водородных сдвигов, изучил стереохимию этих процессов, сформулировал закономерности многократных миграций. 
В 1980—2000 гг. Бундель продолжил заниматься разработкой новых методов синтеза, а также изучал химические свойства азотистых гетероциклов. В годы руководства Бунделем лаборатории Биологически Активных Органических Соединений в ней был открыт принципиально новый способа синтеза индольного ядра (трансформацией солей 3-нитропиридиния в реакции с N-алкилкетиминами).
Таким образом, Юрий Глебович внес огромный вклад сразу в несколько областей исследования органической химии: исследовал и предложил новые методы синтеза разнообразных металлорганических соединений, изучал и открыл перегруппировки карбокатионов бензильного и пропильного типа, открыл с коллегами кардинально новый подход к синтезу индольного ядра, который впоследствии был использован и развит в лаборатории Биологически Активных Органических Соединений.

## Педагогическая деятельность
В 1970-80-х гг. на химическом факультете МГУ Бундель читал для студентов части общего курса «Органическая химия», а также преподавал дисциплины «Теоретические основы органической химии», «Основы теории органических реакций и конформационного анализа», «Метод ВМО в органической химии». Помимо этого, Юрий Глебович вел у студентов семинарские и практические занятия по органической химии.

## Общественная и политическая деятельность
Бундель помимо научной деятельности очень активно участвовал в общественной и политической работе. Юрий Глебович был партийным секретарем химического факультета МГУ и входил в партком университета, где тесно сотрудничал с текущим ректором МГУ Садовничим В. А. На этих должностях Бундель провел очень длительное время, несколько раз переизбирался. В партию Бундель вступил в конце 50-х годов после разоблачения культа личности Сталина.

## Почести и награды
Юрий Глебович Бундель награждён медалью «За трудовую доблесть. В ознаменование 100-летия со дня рождения Владимира Ильича Ленина» (1970). Лауреат 3 премий Минвуза СССР за лучшую научную работу.

## Семья
Вдова — Виолетта Борисовна Вольева, кандидат химических наук, закончила химический факультет МГУ и аспирантуру ИНЭОС АН СССР, заведует лабораторией антиоксидантов ИБХФ РАН.
Дочь — Анастасия Юрьевна Бундель, закончила географический факультет МГУ, работает в Гидрометцентре России. У Бунделя также есть двоюродный брат Владимир, ученый-геолог, доктор геологических наук, сфера деятельности связана с золотом и оловом, и двоюродная сестра Наталья, биохимик.

## Личные качества
Близкий друг Бунделя, Эдуард Аветисович Караханов, ученый-химик, заслуженный профессор МГУ, называет Юрия Глебовича очень добрым, честным, добродетельным, начитанным и эрудированным человеком. Бундель был очень открытым человеком, с прекрасным чувством юмора, что привлекало людей. Юрий Глебович очень любил своих студентов, а они ценили и уважали его, и в 1957 году он вместе с подопечными даже ездил на целину.

## Увлечения и хобби
Бундель очень любил спорт, особенно много он играл в футбол и волейбол, катался на лыжах. Но главными его увлечениями были туризм и альпинизм, любовь к которым привил в детстве дядя. Юрий Глебович был мастером спорта по туризму и альпинизму. Бундель много путешествовал по Памиру, Алтаю, где с друзьями открыл перевал. Кроме этого увлекался историей, сравнительным языкознанием.

## Интересные факты
- Бундель всю жизнь увлекался филологией и языкознанием, хорошо знал английский и немецкий языки, и школьный преподаватель Юрия Глебовича по русскому языку и литературе, Михаил Михайлович Жуков, очень расстроился, когда узнал, что Бундель пошел на химический факультет, а не связал свою жизнь с языкознанием.
- Бундель практически уехал на стажировку в Лондон, где работал Дьюар, но из-за Берлинского кризиса выезду за рубеж стали невозможны, и поездка сорвалась.
- Бундель был знаком и состоял в хороших отношениях с такими известными зарубежными учеными химиками, как Глен Расселл, Роберт Вудворд, а также Джон Робертс и Мэрджори Касерио, известный учебник которых «Основы органической химии» перевел на русский язык как раз Юрий Глебович.